# Luka (Ston)
Luka is een plaats in de gemeente Ston in de Kroatische provincie Dubrovnik-Neretva. De plaats telt 161 inwoners (2001).